# Fescennins
Les chants fescennins (en latin Fescenninus versus ou Fescennina carmina) sont des chants populaires satiriques et licencieux en usage dans la Rome antique. Ils étaient exécutés par des danseurs masqués lors de fêtes champêtres comme celles des vendanges et des moissons, et dans les noces.

## Origine
L'origine de l'appellation est discutée : selon le dictionnaire Bouillet, ils tireraient leur nom de Fescennia, petite ville au nord de Faléries, d'où ils auraient été importés. En désaccord, Albert Paul constate la connotation très sexuelle de ces vers et rapproche le mot Fescinnin du nom du dieu mineur Fascinus, (dérivé du latin fascinum membre viril) associé aux amulettes phalliques qui conjuraient les mauvais sorts.
Comme pour toute tradition populaire, leur origine est vraisemblablement ancienne, mais conjecturale. Selon Horace, suivi dans cette hypothèse par Albert Paul, les chants fescennins viendraient des fêtes champêtres suivant les moissons. Après des offrandes aux divinités agraires, les participants s'accordaient un moment de relâche et de gaité et « C'est de cet usage que naquit la licence de la poésie fescennine, qui dans des vers alternés jetait des sarcasmes rustiques ». Toujours selon Albert Paul, les débordements de la raillerie visant les personnes auraient même nécessité d'y poser une limite : un article de la loi des Douze Tables punissait de mort tout auteur de vers injurieux. 
Ces vers étaient chantés et dansés par des danseurs masqués. Ils étaient dansés aux Liberalia

## Pratique
Après la cérémonie des noces, le cortège des mariés gagnait la maison de l'époux, tandis que les spectateurs sur le trajet chantaient des couplets obscènes, probablement pour détourner le mauvais œil et favoriser la fécondité du couple. Cette coutume se prolonge durant toute la période romaine, ainsi qu'en témoigne Claudien pour le mariage d'Honorius et Marie en 398, lorsque la foule aux abords du palais impérial se manifeste.
« Ducant pervigiles carmina tibiae

Permissisque jocis turba licentior,

Exultet tetricis libera legibus »
Traduit ainsi
« Que la nuit entende les accords de la flûte

Et que s'abandonnant à une douce licence,

Chacun au milieu de sa joie secoue le triste joug des convenances »